# Jonschwil
Jonschwil é uma comuna da Suíça, no Cantão São Galo, com cerca de 3.251 habitantes. Estende-se por uma área de 11,02 km², de densidade populacional de 295 hab/km². Confina com as seguintes comunas: Kirchberg, Lütisburg, Oberuzwil, Rickenbach (TG), Uzwil, Wil.
A língua oficial nesta comuna é o Alemão.